# Pyongsan
Ne doit pas être confondu avec Pongsan.
Pyongsan est un chef-lieu d'arrondissement (gun) du Hwanghae du Nord en Corée du Nord.

## Géographie

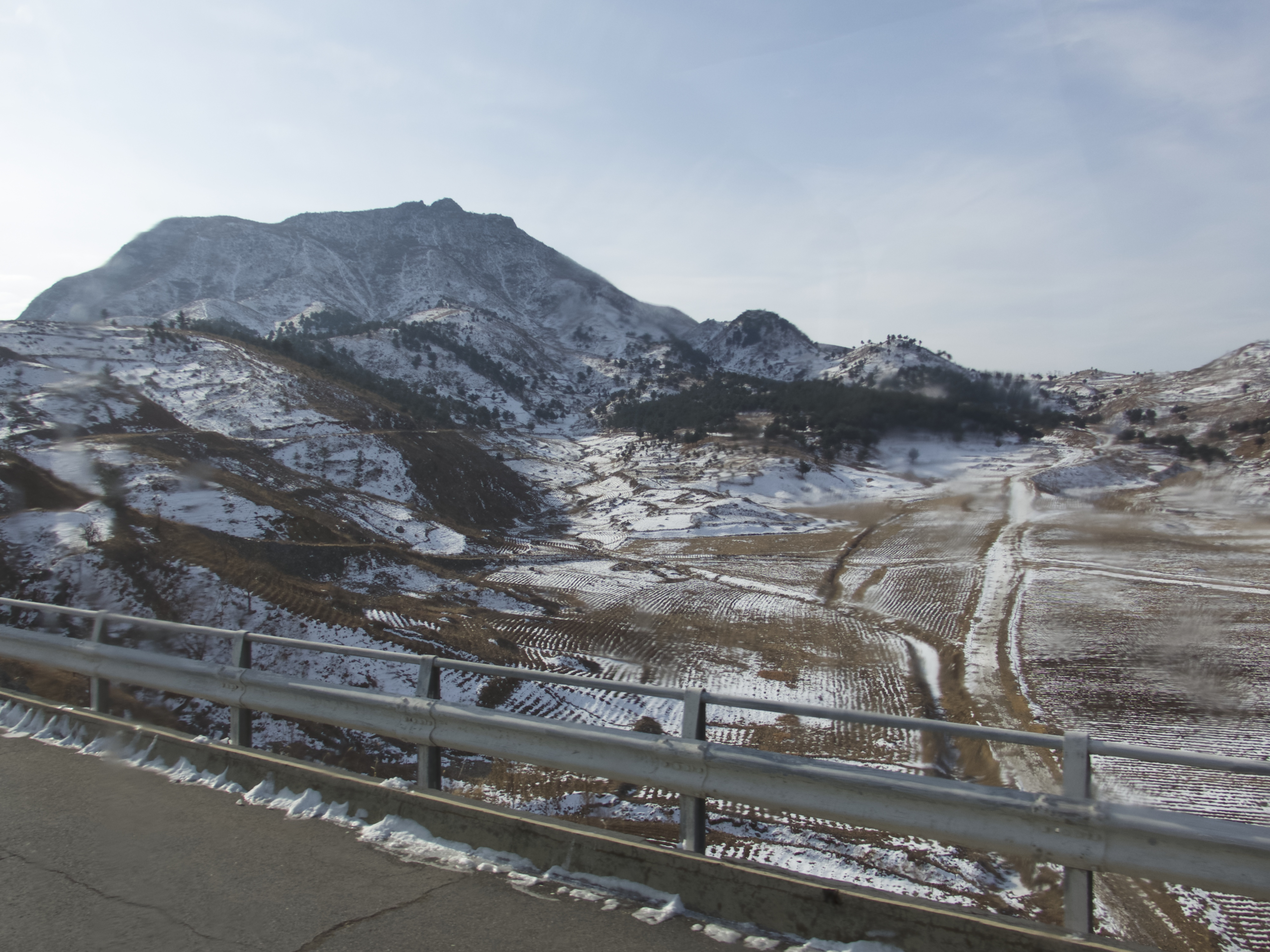
Près de Mulgae-ri

L'arrondissement de Pyongsan est traversé par le Ryesong, un fleuve côtier de 187,4 km qui se jette dans la mer Jaune. Il est également traversé depuis 1906 par la ligne ferroviaire Pyongbu allant de Pyongyang à la frontière intercoréenne et par l'autoroute de Pyongyang-Kaesong qui lui est parallèle depuis 1992. Depuis les années 1960, la ville de Pyongsan est aussi directement reliée au Kangwon par la ligne ferroviaire de Chongnyon Ichon. Pyongsan est situé à 60 km au nord de Kaesong et à 67 km à l'est de Sariwon, la capitale provinciale.
C'est une région de collines qui se trouve à 74% à moins de 200 mètres d'altitude. Les plus grandes collines se trouvent à l'ouest (Myolaksan, 818 m; Cholbongsan, 503 m) et au nord (Kamaksan, 585 m; Hakbongsan, 401 m). L'arrondissement est couvert à 63% par la forêt, essentiellement des pins, des chênes et des châtaigniers. 
Les températures mensuelles moyennes varient entre -6,7 °C en janvier et 24,5 °C en aout. Il peut geler du 11 octobre au 14 avril et les températures record vont de -25,6 °C (17 janvier 1957) à 34,8 °C (février 1964). Les précipitations annuelles sont comprises entre 708 (1921) et 2047 mm (1966), dont plus de la moitié tombe au mois de juillet et aout.
Les terres agricoles sont occupées à 60% par des champs, essentiellement pour le maïs et le soja, 25% par des rizières, 10% de vergers (pommes, poires, pêches)  et 4% de mûriers. Cinq petits lacs réservoirs facilitent l'irrigation, notamment l'Osa sur le Namchon et le Bongchon sur le Ryongduchon.
La mine d'uranium de Pyongsan et son usine de concentration sont une des principales sources d'uranium pour la Corée du Nord.

## Subdivisions administratives

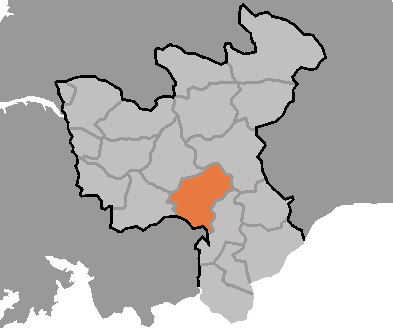
Position de l'arrondissement de Pyongsan au sein du Hwanghae du Nord

Le découpage actuel de l'arrondissement de Pyongsan résulte de la réforme réalisée en décembre 1952, époque à laquelle plusieurs de ses villages ont été détachés pour créer l'arrondissement de Rinsan. En 2002, il rassemble un bourg (up), deux districts de travailleurs (rodongjagu) et 20 villages (ri). Avec 123 646 habitants (2008) sur 545,19 km², soit 23 km d'est en ouest et 34 km du nord au sud, la densité est de 227 hab/km².
- Pyongsan-up (평산읍, 平山邑)
- Pyonghwa-rodongjagu (평화로동자구, 平和勞動者區), ri jusqu'en 1991
- Chonghak-rodongjagu (청학로동자구, 靑鶴勞動者區), appelé Mulgae-ri jusqu'en 1967
- Wolchon-ri (월천리, 月川里)
- Thangyo-ri (탄교리, 灘橋里)
- Rimsan-ri (림산리, 林山里)
- Sansu-ri (산수리, 山水里)
- Kithan-ri (기탄리, 岐灘里)
- Ryesong-ri (례성리, 禮城里), appelé Haesang-ri jusqu'en 1982
- Poksu-ri (복수리, 福水里)
- Samnyong-ri (삼룡리, 三龍里)
- Sansong-ri (산성리, 山城里)
- Hanpho-ri (한포리, 汗浦里)
- Okchon-ri (옥촌리, 玉村里)
- Ryonggung-ri (룡궁리, 龍宮里)
- Chupho-ri (주포리, 舟浦里)
- Pongthan-ri (봉탄리, 峰灘里)
- Haewol-ri (해월리, 海月里)
- Chongsu-ri (청수리, 淸水里)
- Pongchon-ri (봉천리, 鳳川里)
- Samchon-ri (삼천리, 三千里)
- Wahyon-ri (와현리, 臥峴里)
- Sangam-ri (상암리, 上岩里)

## Histoire et culture

Cachet de la famille des Shin de Pyongsan

La forteresse de Taebaeksan, qui domine le Ryesong, est considérée comme l'une des sept forteresses construites en 394 en vue de l'invasion du Baekje. De cette muraille haute de 7 mètres sur un pourtour de 2425 mètres, seules les portes est et ouest sont encore en bon état car elles ont été reconstruites en 1777. Elle a été classée trésor national n° 93,.
C'est la ville d'origine des Shin de Pyongsan qui compte actuellement 600 000 membres et descend du général Sin Sung-gyeom (en) (✝
927) à qui Taejo, le premier roi de Koryo, avait attribué la ville.